# Legio V Urbana
Die Legio V Urbana war eine Legion der römischen Armee, die im Jahr 43 v. Chr. vom Konsul Gaius Vibius Pansa Caetronianus für die Senatspartei ausgehoben wurde, um im Bürgerkrieg gegen die Caesarianer unter Marcus Antonius zu kämpfen.
Im Gegensatz zu den anderen neuausgehobenen senatorischen Legionen (Legio I, Legio II Sabina, Legio III und Legio IIII Sorana) rückte die Legio V Urbana nicht aus, sondern wurde zurückgehalten, um die Urbs (Stadt) Rom zu schützen, wovon sich ihr Name Urbana herleitet.
Sie bestand bis zum Jahr 31 v. Chr. und ging nach der Schlacht bei Actium wahrscheinlich in der Legio V Macedonica auf. Die Veteranen der Legio V Urbana wurden in Ateste (heute Este) in Norditalien angesiedelt.